# Galvanisering
Galvanisering er opkaldt efter den italienske fysiker Luigi Galvani, og er en kemisk proces, hvor stål eller støbejern gives en zinkbelægning ved at dyppe det i smeltet zink.
Processen foregår ved at stålet eller jernet renses og dyppes i det smeltede zink der har en temperatur på ca. 460 °C. Zinken "ruster" og danner zinkoxid, der beskytter stålet og støbejernet mod at ruste. Galvanisering er derfor ofte brugt som rustbeskyttelse til fx autoværn og lygtepæle.